# 脑病变
腦病變（英語：Encephalopathy，/ɛnˌsɛfəˈlɒpəθi/）是指腦的任何失調（英語：disorder）或疾病，特別是慢性退化性疾病。 现代用法中并非指一种疾病，而是指整体脑部功能障碍的症状，可能源自器官，也可能与器官无关。常见的脑病变有：肝性脑病、脑缺氧、胎儿酒精谱系障碍、慢性创伤性脑病变、传染性海绵状脑病、克雅二氏病等。
由於在許多情況下不會發生結構性病變，因此可逆性（拉丁語：Restitutio ad integrum；醫學用語，指完全恢復至先前狀態）是可能的，但並非總是如此。這個術語通常僅用於影響整個腦部的變化，而不僅是影響腦的單一部分。症狀的發展是基於神經細胞（神經元）和神經膠質細胞的功能障礙。它們是由生物體內部環境的變化和大腦穩態受損所致，導致神經傳導物質和細胞膜功能失調。